# كاتانا (قصص مصورة)
كاتانا هي شخصية خيالية تظهر في القصص المصورة التي تنشرها دي سي كومكس. ظهرت للمرة الأولى في 1983 وهي من صنع كل من جيم أبارو ومايك دبليو بار. تقوم باحتجاز روح كل من تقتله بسيفها فيه وتستطيع التواصل مع الأرواح. أدت الممثلة كارين فوكوهارا دور الشخصية في فيلم الفرقة الانتحارية الذي صدر سنة 2016.